# Кинду (аэропорт)
Аэропорт Кинду (ИАТА: KND, ИКАО: FZOA) — аэропорт, обслуживающий порт Кинду на реке Луалаба, Демократическая Республика Конго.
VOR/DME Кинду (идентификатор: KIN) расположен в 1,7 км к западу от аэропорта.